# LNB Pro A miglior giovane
La LNB Pro A miglior giovane è il premio conferito dalla LNB Pro A al miglior giovane della stagione regolare.

## Vincitori
| Stagione  | Nazionalità   | Giocatore             | Squadra          |
| --------- | ------------- | --------------------- | ---------------- |
| 2015-2016 | Francia       | Frank Ntilikina       | Strasburgo       |
| 2016-2017 | Francia       | Frank Ntilikina (2)   | Strasburgo       |
| 2017-2018 | Francia       | Adam Mokoka           | BCM Gravelines   |
| 2018-2019 | Francia       | Théo Maledon          | ASVEL            |
| 2019-2020 | non assegnato | non assegnato         | non assegnato    |
| 2020-2021 | Francia       | Victor Wembanyama     | Nanterre 92      |
| 2021-2022 | Francia       | Victor Wembanyama (2) | ASVEL            |
| 2022-2023 | Francia       | Victor Wembanyama (3) | Metropolitans 92 |
| 2023-2024 | Francia       | Zaccharie Risacher    | Bourg-en-Bresse  |